# Ajnsztajn
Ajnsztajn (einstein, E) – jednostka liczności fotonów. Jeden ajnsztajn zawiera jeden ich mol, tj. 6,022 140 76×1023.
Energia niesiona przez fotony zależy od ich częstotliwości (E = h·ν), energię oraz irradiancję fotonów o znanej liczności wyrażonej w ajnsztajnach można obliczyć jedynie w przypadku światła monochromatycznego, o znanej długości fali. Światło niesione przez promieniowanie słoneczne składa się z fotonów o różnych długościach i częstotliwościach, zatem liczność jego kwantów nie jest miarą irradiancji.
Ajnsztajny są używane w fotochemii, w szczególności podczas badań fotosyntezy. Uwzględniane są wówczas fotony o długościach fali z zakresu promieniowania czynnego fotosyntetycznie. Ilość tego promieniowania wyrażana jest zwykle w mikroajnsztajnach na sekundę na metr kwadratowy. W ajnsztajnach na sekundę podawany jest przepływ strumienia promieniowania.
Nazwa ajnsztajn pochodzi od nazwiska Alberta Einsteina, który opisał m.in. zjawisko fotoelektryczne wywoływane przez padające na powierzchnię fotony.